# Lassay-les-Châteaux
 Lassay-les-Châteaux  es una población y comuna francesa, en la región de Países del Loira, departamento de Mayenne, en el distrito de Mayenne y cantón de Lassay-les-Châteaux.

## Demografía
| 2910 | 2783 | 2602 | 2595 | 2459 | 2532 |
| Para los censos de 1962 a 1999 la población legal corresponde a la población sin duplicidades (Fuente: INSEE [Consultar]) |      |      |      |      |      |